# 1047
1047 (MXLVII) var ett normalår som började en torsdag i den julianska kalendern.

## Händelser

### November
- 8 november – Sedan Clemens II har avlidit en månad tidigare väljs Benedictus IX till påve för tredje gången.
- Slutet av året – Sedan den dansk-norske kungen Magnus den gode har avlidit den 25 oktober efterträds han som kung av Norge av sin medregent Harald Hårdråde, medan han på den danska kungatronen efterträds av Sven Estridsson. Därmed upphör den dansk-norska personalunion, som har varat till och från sedan 970, och Danmark får en ny kungaätt i Ylvingaätten, som kommer att härska fram till 1412.

### Okänt datum
- Emund den gamle blir Anund Jakobs medregent som kung av Sverige.
- Andreas I blir kung av Ungern.
- Vilhelm Erövraren säkrar kontrollen över Normandie genom att besegra revolterande normandiska baroner i slaget vid Val-ès-Dunes vid Caen. Han får hjälp av Henrik I av Frankrike.

## Födda
- Wyszesława av Kiev, drottning av Polen.

## Avlidna
- 9 oktober – Clemens II, född Suidger av Morsleben och Hornburg, påve sedan 1046.
- 25 oktober – Magnus den gode, kung av Norge sedan 1035 och av Danmark sedan 1042.